# El Favar (Sant Quirze Safaja)
El Favar és un paratge del terme municipal de Sant Quirze Safaja, a la comarca del Moianès.
Està situat al sector nord-oest del terme, a la dreta del torrent del Favar i a llevant del Camí de Puigcastellar. És a llevant de Pregona i de les Saleres, al sud-oest del Forn i al sud-est del Serrat de la Sabatera.